# Тітуня Оґґ
Ґі́та Оґґ, більш відома як Тіту́ня Оґґ (англ. Nanny Ogg) — персонажка серії книг Террі Пратчетта (підциклу "Відьми" циклу "Дискосвіт"). Голова величезного сімейства. Власниця кота Грибо. Поряд з Бабунею Дощевіск є однією з найавторитетніших відьом Ланкра.

## Зовнішність
Тітуня Оґґ — невисока кругленька рум'яна жінка з обличчям, схожим на щасливе печене яблучко. У неї залишився лише один зуб, яким вона користується із незвичайною спритністю. Тітуня має незвично густе сиве волосся, що покриває її голову кучерявим шоломом, а також дуже міцну голову — коли під час подій книги «Відьми за кордоном» їй на голову звалився фермерський будинок, вона не отримала жодних пошкоджень (тому, що на голові у неї був фірмовий відьомський капелюх з каркасом із вербової лози, а голова — звичайнісінька). Кажуть, що це тому, що в роду Оґґів були гноми (дварфи). Вік невідомий навіть їй самій, можливо, їй зараз за сімдесят.

## Біографія
Ґіта Оґґ походить з давнього і дуже великого клану з традиційними здібностями до магії і роботи з залізом. У неї була сповнена пригод бурхлива молодість — її завжди переслідували і вона часто дозволяла себе спіймати (за її ж власними словами). У молодості вона деякий час прислуговувала в Ланкрскому замку. Ходять чутки, що коли знаменитий художник Леонардо Щеботанський подорожував Вівцескелями, він зустрівся з молодою Ґітою, яка стала його музою і послужила моделлю для найвідомішої картини Леонардо «Мона Оґґ». Потім, за давньою традицією, її було обрано в учениці відьмою Біді Спектив. Ґіта Оґґ переселилася до будинку в місті Ланкр і збагатила традиційне відьомське мистецтво житейським поглядом на життя, розумінням людської натури без її осуду та умінням лускати горіхи коліньми.
Вона була у шлюбі п'ять разів, причому тричі офіційно: з Альбертом Оґґом, Вінстоном Оґґом і Собріті Оґґом. Оскільки відьми мають досить матріархальне бачення світу, будь-хто з бажаючих одружитися з представницею такого старовинного сімейства, як Оґґ, повинен був взяти її прізвище. Всі троє щасливо, почасти навіть енергійно, перейшли в кращий світ.
Всього у неї 15 дітей —  Джейсон, Грейм, Трейсі, Ширл, Даф, Дрин, Нев, Треві, Кев, Вейн, Шарлін, Даррон, Карен, Рит і Шон. Майже всі вони живуть і працюють в Ланкрі, але деякі подалися шукати щастя в іноземні краї. А також вона має незліченну кількість онуків та правнуків. Відомо, що її онук Шейн став моряком, і саме від нього Ґіта Оґґ дізнається останні новини про закордонне життя.
Тітуня володіє незаперечним літературним талантом. Вона авторка трьох книг, дві з яких були видані в Анк-Морпорку — «Казки Матусі Оґґ Для Маленьких (з картинками)» та «Куховарська книга Тітуні Оґґ». Третю книгу — "Солодкі втіхи" заборонили друкувати.

## Книги
Персонажка з'являється в наступних книгах:
- «Віщі сетри»
- «Відьми за кордоном»
- «Пані та панове»
- «Маскарад»
- «Батько Вепр»
- «Carpe Jugulum. Хапай за горло»
- «Крадій часу»
- «Вільні малолюдці»
- «Зимових справ майстер»
- «Я  одягну чорне»
- «Корона пастуха»

Також з'являється в оповіданні «Море та рибки».